# Râul Sibiel
Râul Sibiel este un curs de apă, afluent al Pârâului Negru. 